# ケプラー513b
ケプラー513b（英語: Kepler-513b）は、地球から約1500光年離れた位置にある恒星ケプラー513を公転している太陽系外惑星である。2016年にケプラー宇宙望遠鏡の観測によって発見された。地球の2.2倍の半径を持ち、恒星の周りを約29日で公転しているとされている。
| 海王星 | ケプラー513b |
| ------ | ------------ |
| 海王星 | Exoplanet    |